# 마누차르 크비르크벨리아
마누차르 이아코비스 제 크비르크벨리아(조지아어: მანუჩარ იაკობის ძე კვირკველია, 1978년 10월 12일~)는 조지아의 레슬링 선수이다. 2008년 하계 올림픽 남자  그레코로만형 웰터급에서 금메달을 획득하였다. 또한 세계 선수권 대회에서 금메달 1개, 동메달 2개를 획득했다.
은퇴 후 조지아 레슬링 연맹 회장을 지냈고, 통합국민운동당에 입당하여 정치인으로 활동했다.